# Marracuene
Marracuene es una villa y también uno de los ocho distritos que forman la en la provincia de Maputo en la zona meridional de Mozambique al sur de la provincia de Gaza , región ribereña del Océano Índico y fronteriza con Suazilandia (Distrito de Lubombo) y Sudáfrica, provincias de Mpumalanga, al norte y de KwaZulu-Natal al sur. 

## Geografía
Situada 30 km al norte de la capital Maputo en el río Komati. El Parque de Campismo de Marracuene se encuentra en los alrededores.

## División administrativa
Este distrito formado por seis localidades, se divide en dos puestos administrativos (posto administrativo), con la siguiente población censada en 2005:
- Marracuene, sede, 52 974 (Michafutene y Nhongonhane).
- Machubo, 7 497 (Taula y Macandza).

Al puesto administrativo le corresponde el Código Postal 100501.
Linda al norte con los también puestos de Maluana y de Machubo; al sur con la ciudad de Maputo, distritos 3 y 5; al este con el Océano Índico al norte de la Bahía de Maputo; y al oeste con la ciudad de Matolab y también con el puesto de Moamba, en el distrito de su nombre.

## Historia
En 1895 fue el escenario de una decisiva batalla entre el comandante António Enes del Imperio portugués y el emperador Ronga.